# Просто поцілунок
«Просто поцілунок» (англ. Just a Kiss) — американська чорна комедія 2002 року, режисерський дебют Фішера Стівенса. Патрік Брін написав сценарій за мотивами своєї власної оф-бродвейської вистави під назвою «Marking» та зіграв у фільмі одну з головних ролей. Історія розповідає про катастрофічний ланцюг подій, до яких привів поцілунок між двома невірними людьми. Фільм містить суміш живих сцен із ротоскопічною анімацією.

## Сюжет
Даг — успішний режисер телевізійної реклами, який живе зі своєю дівчиною Хеллі. Однак Даг схильний до частих інтрижок з іншими жінками. Хеллі намагається заплющувати очі на це, але коли вона дізнається, що у Дага був роман на одну ніч з Ребеккою, красивою, але проблемною балериною, яка зустрічається з близьким другом Дага Пітером, вона вирішує, що все зайшло надто далеко. На додачу вона чує на автовідповідачі повідомлення для Дага від іншої жінки (Паули), яка бажає зустрітися з ним. Хеллі розриває стосунки з Дагом, а невдовзі знайомиться з Андре, вродливим і добре вихованим класичним музикантом. Андре, однак, одружений з Коллін, жінкою з екзотичними сексуальними смаками, яка знайомиться з Пітером, що раптово залишився без дівчини, під час авіаперельоту. Пітер і Коллін займаються сексом у ванній літака. Перед тим, як літак приземлиться, Пітер дзвонить по мобільному телефону, що викликає перешкоди в сигналах диспетчерської вежі літака і призводить до падіння літака. Літак розламується навпіл і приземляється за кілька футів від вхідних воріт. У той час як усі мандрівники в секції першого класу виживають, в секції економ-класу всі мандрівники згоріли. Швидка допомога переїжджає Коллін, вбиваючи її. Тим часом, дуже гнівна конфронтація Пітера з Дагом привертає увагу Паули, таємничої, звабливої жінки, яка виявляє до Пітера плотський інтерес. Спочатку Паула вступає з Дагом у сексуальний зв'язок, який завдає йому травм і призводить до його смерті. Потім вона націлилася на Пітера, але він відкинув її, бо був у жалобі за Коллін. Ображена його відмовою, Паула планує вбити Пітера. Андре, Пітер і Ребекка оплакують своїх коханих.
На похоронах Ребекки Пітер запитує: «Чи можемо ми повернутися до того, що ви могли просто танцювати?». Фільм перемотується назад до моменту, коли Даг заходить до кімнати Ребекки, і вона знову робить йому пропозицію. Цього разу він відмовляється й іде. Пітер залишається з Ребеккою, а Даг — із Хеллі у їхній будівлі. Ребекка зізнається, що намагалася спокусити Дага. Пітер у люті розриває стосунки з Ребеккою (хоча вони повертаються до її квартири, щоб зайнятися сексом востаннє).
Хеллі почувається зрадженою й цілує Андре, поки той грає музику. Коллін бачить це й кидає в нього квіти. Тим часом Даг робить пропозицію Хеллі, вирішивши покласти край своїм серійним зрадам. На виході він стикається з Паулою, яка виглядає розлюченою. Даг і Хеллі йдуть геть, а Паула фантазує про те, як убиває їх.

## Акторський склад
| Актор           | Роль     |
| --------------- | -------- |
| Рон Елдард      | Даг      |
| Кіра Седжвік    | Хеллі    |
| Маріса Томей    | Паула    |
| Марлі Шелтон    | Ребекка  |
| Тає Діггс       | Андре    |
| Саріта Чоудрі   | Коллін   |
| Патрік Брін     | Пітер    |
| Зої Колдуелл    | Джессіка |
| Пітер Дінклейдж | Дінк     |
| Ідіна Мензел    | Лінда    |

## Випуск
Paramount Classics придбала фільм для прокату в 2001 році. Прем'єра відбулася на Міжнародному кінофестивалі в Сіетлі 15 червня 2002 року, а 27 вересня 2002 року фільм вийшов у обмежений прокат.

## Нагороди
У 2002 році фільм отримав приз міста Сетубал на міжнародному кінофестивалі Festróia-Tróia. Він також був номінований на премію «Відкрита долоня» за видатний режисерський дебют на Gotham Awards.